# Castel Volturno
Castel Volturno (på latin Volturnum ) är en kommun i provinsen Caserta, i regionen Kampanien i Italien. Kommunen hade 25 847 invånare (2017) och gränsar till kommunerna Cancello ed Arnone, Giugliano in Campania, Mondragone samt Villa Literno.